# 澄田会
澄田会（すみだかい）は、大阪府大阪市に本部を置く暴力団で、神戸山口組の二次団体。

## 略歴

### 初代
- 1946年、二代目山口組若頭澄田組組長澄田寿三は、二代目山口組を離脱し、独立組織となった。
- 1977年5月、澄田組組長澄田寿三は、死去した。

### 二代目
- 1978年、澄田組若頭金崎善夫は、二代目澄田組組長に襲名した。
- 1988年、二代目澄田組組長金崎善夫は、引退した。

### 三代目
- 二代目澄田組舎弟頭中嶋政雄（二代目高村組組長）は、三代目澄田組組長に襲名した。
- 1990年11月、三代目澄田組から三代目澄田会に改称し、五代目山口組に参画した。
- 2004年4月、五代目山口組若中三代目澄田会会長中嶋政雄は、死去した。

### 四代目
- 三代目澄田会若頭竹森竜治は、四代目澄田会会長に襲名し、勝龍会に参画後、勝龍会舎弟頭に就任した。
- 2007年7月、勝龍会会長福島末博の引退に伴い、六代目山口組に参画した。
- 2012年9月、六代目山口組から除籍処分された。
- 2015年10月23日、神戸山口組に参画し、神戸山口組舎弟に就任した[1][2]。

## 歴代

### 澄田組
- 初代 - 澄田寿三（二代目山口組若頭）
- 二代目 - 金崎善夫（澄田組若頭）

### 澄田会
- 三代目 - 中嶋政雄（二代目高村組組長／五代目山口組若中／二代目澄田組舎弟頭）

## 当代
- 四代目 - 竹森竜治（神戸山口組舎弟／六代目山口組若中／勝龍会舎弟頭／三代目澄田会若頭）

## 構成
- 会長 - 竹森竜治
- 最高顧問 - 佐山利次（佐山組組長）